# Boshinkrigen
Boshinkrigen (戊辰戦争, Boshin Sensō, "Krigen i Dragens År") var en japansk borgerkrig, som blev udkæmpet mellem 1868 og 1869. De stridende parter var det regerende Tokugawa-shogunat og de, som ønskede, at magten atter skulle tilfalde det kejserlige hof. Grundlaget for krigen var utilfredsheden blandt de adelige og de unge samuraier over shogunatets håndtering af indvandrere efter, at Japan blev åbnet for omverdenen et årti før. En alliance mellem samuraier fra det sydlige Japan og hoffets tjenestemænd sikrede den unge kejser Meijis samarbejde. Kejseren erklærede afskaffelsen af shogunatet, som havde haft magten i 200 år.
De imperiale styrkers militære udspil og partisaneres voldelige handlinger i Edo fik Tokugawa Yoshinobu, den siddende shogun, til at igangsætte et felttog for at afsætte det kejserlige hof i Kyoto. Slagenes gang udviklede sig i den mindre, men relativt moderne imperiale hærs fordel. Efter en række slag, overgav Edo sig og dermed også Yoshinobu personligt. De overlevende fra Tokugawa-slægten trak sig tilbage til det nordlige Honshu og senere til Hokkaido, hvor de grundlagde Ezo republikken. Da Tokugawa shogunatet tabte slaget ved Hakodate, tabte de også dette sidste tilflugtssted, og kejseren regerede nu hele Japan. Dette fuldbyrdede den militære fase af Meiji restaurationen.
Godt 120.000 mand blev mobiliseret under konflikten. Tabstallet var på cirka 3.500 mand. Den sejrende kejserlige fraktion endte med at opgive deres mål om at smide indvandrerne ud af Japan. De udviklede i stedet en politik om fortsat modernisering for en dag at være i en position til at kunne genforhandle de meget ulige traktater, som de havde underskrevet med de vestlige magter. Takket være fortsat pres fra Saigou Takamori, en ledende skikkelse i den kejserlige fraktion, blev Tokugawaernes tro undersåtter skånet. Mange forhenværende ledere under shogunatet blev tildelt ansvar under den nye regering.
Boshinkrigen vidner om hvor hurtigt, Japan blev industrialiseret knapt 14 år efter, at landet blev åbnet for vesten. Den vidner også om de vestlige nationers (i særdeleshed Storbritannien og Frankrig) indblanding i landets interne politik og om den turbulente periode, hvor den kejserlige magt atter blev indført. Krigen er blevet romantiseret af Japanere og andre som, på trods af det høje tabsstal, tror at Meiji Restaurationen var en revolution, hvor der ikke blev udgydt blodsdråber. Krigen er blevet dramatiseret mange gange i Japan, og dele af konflikten blev inkorporeret i den amerikanske Hollywood-spillefilm under titlen The Last Samurai.